# Friedrich von Amerling
Friedrich von Amerling (n. 14 aprilie 1803, Viena, d. 14 ianuarie 1887, Viena) a fost un important pictor portretist austriac. A activat la curtea imperială de la Viena, între 1835 și 1880.

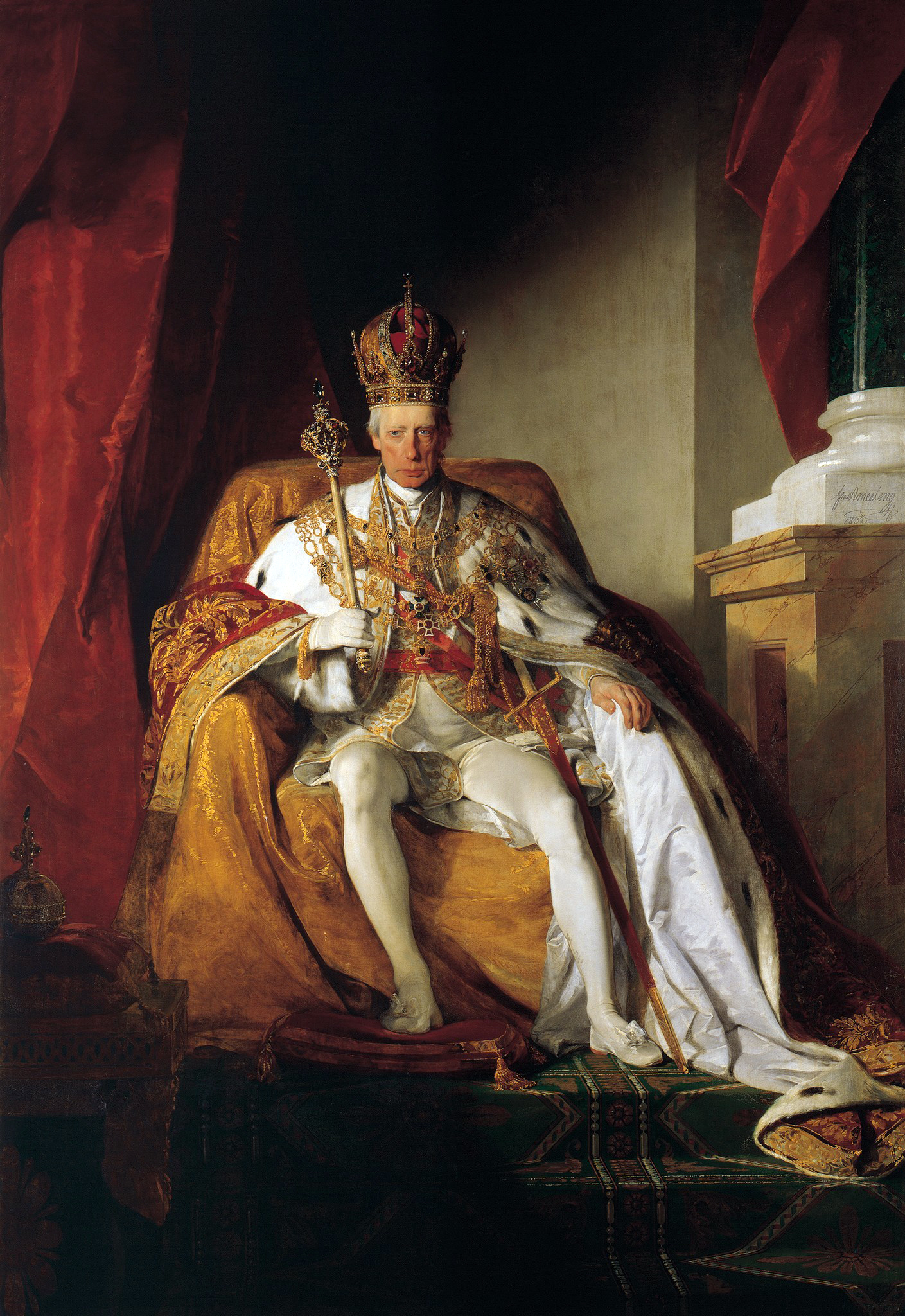
Împăratul Francisc I al Austriei

## Studii
Amerling, care provenea dintr-o familie de artiști, a studiat la Viena între 1815 și 1824, apoi la Praga între 1824 și 1826. A mai călătorit și pictat la Londra, Paris și Roma.
A realizat mai ales portrete ale nobililor și burghezilor înstăriți, iar unul dintre cele mai remarcabile este cel al împăratului Francisc I al Austriei.

## Articole conexe
- Listă de artiști plastici și arhitecți austrieci